# Vera Baird
Vera Baird (née Thomas ; le 13 février 1950)  est une avocate britannique. Elle est commissaire aux victimes pour l'Angleterre et le Pays de Galles .
Elle est députée travailliste de Redcar de 2001 à 2010, et ministre du gouvernement de 2006 à 2010, solliciteur général de 2007 à 2010. Elle est commissaire à la police et à la criminalité pour la police de Northumbria de novembre 2012 à juin 2019.
Baird est l'auteur de livres sur le viol, les meurtrières et les expériences des femmes devant les tribunaux. Elle est nommée Dame Commandeur de l'Ordre de l'Empire britannique (DBE) lors des honneurs du Nouvel An 2017 pour services rendus aux femmes et à l'égalité.

## Jeunesse
Baird est née à Chadderton, près d'Oldham dans le Lancashire, fille de Jack Thomas, peintre d'entretien dans une filature de coton et d'Alice Marsland, imprimeuse. Son grand-père paternel est un mineur gallois et ses grands-parents maternels sont des ouvriers de filature de coton. Elle est greffière à temps partiel du conseil paroissial de Shadforth dans le comté de Durham à la fin des années 1970, alors qu'elle vit dans le village de Ludworth, dans le comté de Durham. Baird rejoint le Parti travailliste en 1971 puis le TGWU, maintenant UNITE. Elle est également membre de l'UNISON et des syndicats GMB et membre du Parti coopératif.

## Éducation
Elle fréquente l'école primaire du comté de Yew Tree et la Chadderton Grammar School for Girls gérée par les autorités locales, puis l'école polytechnique de Newcastle où elle étudie le droit, obtenant un LLB . Pendant son séjour là-bas, elle fonde et édite un journal étudiant, "Polygon", et un an plus tard, elle est élue vice-présidente de l'Union polytechnique. En 1983, elle obtient un baccalauréat en littérature et histoire moderne à l'Open University. En 1983, elle est avocate associée de l'Institut royal d'urbanisme. Elle termine la première année d'une maîtrise en histoire moderne à l'Université Guildhall de Londres à partir de 1999 avant d'être transférée à l'Université de Teesside après avoir été sélectionnée pour Redcar.
Elle est membre honoraire du St Hilda's College d'Oxford et de la Teesside University et professeur honoraire de l'Université de South Bank de Londres. En novembre 2017, Baird est nommé membre honoraire de la faculté de droit de l'Université de Durham.

## Carrière juridique
Elle est admise au barreau de Gray's Inn en 1975 et pratique d'abord dans le nord-est, créant Collingwood Chambers à Newcastle upon Tyne, avec d'autres jeunes avocats, peu de temps après avoir terminé ses études et devenir son chef de chambre pendant quelques années.
En 1983, elle est retenue pour agir pour Billingham Against Nuclear Dumping (BAND)  lorsque l'agence d'élimination des déchets nucléaires NIREX prévoit de stocker des déchets nucléaires de moyenne activité dans une mine d'anhydrite désaffectée sous Billingham, bien que les plans aient été abandonnés en 1985 lorsque les propriétaires de la mine, ICI, ont refusé de coopérer . À la fin de la campagne, ses honoraires d'avocat sont, à sa demande, versés par BAND à la campagne de la baie de Druridge. Elle représente des groupes similaires opposés à la menace de stockage de déchets nucléaires à Fulbeck dans le Lincolnshire (Lincolnshire Against Nuclear Dumping-LAND) à North Killingholme sur Humberside (HAND) et à Bradwell (BAND) dans une longue action en justice devant la Haute Cour en 1986, avant que ces plans ne soient abandonnés par le gouvernement conservateur, peu avant les élections générales de 1987.
Elle représente une future mère licenciée dans une affaire de discrimination de grossesse précoce (Brown v Stockton on Tees Borough Council) à la Chambre des Lords . À la fin des années 1980, elle représente une mère qui aurait tué ses trois fils, un des premiers exemples d'un parent prétendument atteint du Syndrome de Münchhausen par procuration. Elle agit pour d'innombrables manifestants politiques, à Greenham Common et dans d'autres camps de la paix, lors de marches et de manifestations anti-apartheid, et défend les femmes qui ont endommagé des magasins pour protester contre les magazines "haut de gamme". Elle représente les objecteurs locaux dans les enquêtes d'expropriation et de planification.
Au cours de la grève des mineurs de 1984-1985, elle représente des mineurs, dans des centaines de cas dans le Northumberland et le comté de Durham, accusés d'infractions découlant de piquetage, de manifestations et de protestations contre les mineurs qui ont brisé la grève. Les samedis, pendant la grève, Baird est régulièrement aperçue devant un supermarché à Jesmond avec une brouette collectant de la nourriture pour les familles des mineurs.
Elle rencontre Anthony Gifford (6e baron Gifford) (en) en travaillant sur le procès d'Orgreave où son interrogatoire médico-légal de la police s'est avéré crucial pour le résultat . Le procès Orgreave concerne des allégations d'émeutes et de troubles violents contre 95 mineurs, qui est abandonné par l'accusation après 16 semaines. Elle rejoint ensuite le cabinet de Gifford avant de partir au cabinet de Michael Mansfield en 1988.
Par la suite, Baird est impliquée dans de nombreuses affaires très médiatisées au barreau, défendant régulièrement des meurtres, des vols, des affaires de drogue, des affaires de fraude et de corruption à l'Old Bailey et en appel devant la Cour d'appel et la Chambre des Lords. Elle est également impliquée dans des affaires environnementales pour Greenpeace .
En 1994, elle représente le défendeur dans R v Carol Peters (l'appel et le nouveau procès) dans lequel la Cour d'appel annule la condamnation pour meurtre de Peters (présomption d'empoisonnement au témazépan et d'avoir infligé 39 coups de couteau à son mari) ordonnant un nouveau procès pour lequel elle est acquittée de meurtre, le jury acceptant les arguments de Baird selon lesquels elle souffrait du syndrome de la femme battue, qui est à l'époque un domaine du droit peu développé et en constante évolution. Elle représente également Emma Humphreys en appel, une jeune femme défavorisée, qui a été reconnue coupable du meurtre de son souteneur violent alors qu'elle avait 17 ans. L'affaire entraine la modification de la loi au profit des femmes battues qui tuent leurs partenaires violents. Elle devient conseiller de la reine en 2000, 25 ans après être devenue avocate et pose sa candidature pour devenir candidate travailliste dans la circonscription de Redcar.

## Carrière parlementaire
Aux élections générales de 1983, Baird se présente dans la circonscription de Berwick-upon-Tweed, terminant à la troisième place derrière le vainqueur Alan Beith . Aux élections générales de 2001, elle est sélectionnée pour briguer le siège ultra-sécurisé du Labour de Redcar, à la suite du départ à la retraite de la députée en exercice et ancienne ministre du Cabinet Mo Mowlam . Baird gagne avec 7% de voix de moins que Mowlam mais remporte le siège avec une large majorité.
En 2004, Baird siège à plusieurs comités spéciaux entre 2001 et 2005, notamment le Comité spécial mixte sur les droits de l'homme 2001-2003 et le Comité spécial sur le travail et les retraites entre 2003 et 2005.
Baird est réélue aux élections générales de 2005 avec une baisse de sa majorité . Elle est ensuite Secrétaire parlementaire privé du ministre de l'Intérieur, Charles Clarke.
Le 8 mai 2006, elle est nommée sous-secrétaire d'État parlementaire au Département des affaires constitutionnelles - qui est rebaptisé Ministère de la Justice en mai 2007, à la suite de la réorganisation du ministère de l'Intérieur. En juin 2007, le nouveau Premier ministre Gordon Brown nomme Baird solliciteur général.
En 2009, Baird met en place une commission sur la façon dont les cas de viol sont traités, avec un rapport indépendant de la baronne Stern, publié en mars 2010, concluant qu'il fallait se concentrer davantage sur les victimes .
Baird perd son siège à la Chambre des communes le 7 mai 2010 lors des élections générales de 2010, avec une variation de 21,8%, la plus importante contre les travaillistes aux élections générales et la première fois dans la courte histoire de la circonscription que le parti travailliste perd le siège à Redcar .

## Commissaire de police et de la criminalité
Baird est élue au poste de commissaire à la police et à la criminalité de Northumbria le 15 novembre 2012 .
Baird place le traitement de la violence domestique et sexuelle par la société au cœur de sa position de commissaire et cherche à intégrer le travail de la police dans un centre stratégique multi-agences (MASH) où l'accent est mis sur les soins aux victimes .
Vera Baird devient membre du groupe de surveillance représentant les commissaires de police travaillistes en décembre 2014 .
Avec deux autres commissaires de la région du Nord-Est, Baird lance la première stratégie régionale contre la violence à l'égard des femmes et des filles (VAWG) en novembre 2013. 
Le bureau de Baird lance un réseau de « champions de la violence domestique au travail ».Ces employés nommés par leurs entreprises, sont destinés à offrir un refuge sûr à toute personne victime de violence domestique sur le lieu de travail. Quelque 600 de ces "Champions" ont été créés à ce jour.
Baird est réélue au poste de commissaire de police et de police de Northumbria en mai 2016 avec une majorité de 121 766 voix.
Au début de 2016, le bureau du commissaire de Baird et la police de Northumbria introduisent un système de triage des plaintes selon lequel les plaintes contre la police seront d'abord traitées par le bureau du commissaire, bien que par le personnel de police. Cette approche est promue pour être incluse dans le projet de loi sur la police et la criminalité 2016-2017 .
En mai 2016, Baird est élue au poste de président par le conseil d'administration de l'Association of Police and Crime Commissioners.
En août 2016, Baird demande que l'éducation personnelle, sociale et sanitaire (PSHE) soit une partie obligatoire du programme national pour aider à lutter contre la maltraitance des enfants .
En décembre 2016, Baird, en collaboration avec la police de Northumbria, lance la campagne « Words Leave Scars Too » qui vise à sensibiliser à la violence psychologique et à son impact .

## Commissaire aux victimes
Baird est nommée « commissaire aux victimes pour l'Angleterre et le Pays de Galles » en mai 2019, prenant ses fonctions à la mi-juin de la même année . Le rôle du Commissaire est défini dans la loi de 2004 sur la violence domestique, la criminalité et les victimes .

## Vie privée
Baird épouse David Taylor-Gooby à Newcastle upon Tyne en 1972. Ils divorcent en 1978 et elle épouse Robert Brian Baird (né en juillet 1928) la même année dans le comté de Durham. Un an plus tard, en 1979, Brian Baird est décédé des suites d'une opération à cœur ouvert. Elle a deux beaux-fils de lui.